# Horisme kawamurai
Horisme kawamurai är en fjärilsart som beskrevs av Inoue 1972. Horisme kawamurai ingår i släktet Horisme och familjen mätare. Inga underarter finns listade i Catalogue of Life.